# Mount Byng
Mount Byng är ett berg i Kanada.   Det ligger i provinsen Alberta, i den centrala delen av landet, 3 000 km väster om huvudstaden Ottawa. Toppen på Mount Byng är 2 663 meter över havet.
Terrängen runt Mount Byng är bergig åt nordväst, men åt sydost är den kuperad. Trakten runt Mount Byng är nära nog obefolkad, med mindre än två invånare per kvadratkilometer.. Det finns inga samhällen i närheten. 
Trakten runt Mount Byng består i huvudsak av gräsmarker.